# 中性子散乱
中性子が物質によって散乱される現象を中性子散乱(neutron scattering)という。
中性子散乱は、原子核散乱と磁気散乱によって起こり、電子による散乱は無視できる程度である。

## 原子核散乱
原子核による散乱は、ポテンシャル散乱と共鳴散乱によって起こる。
この散乱は、一次のボルン近似では次のようなフェルミ擬ポテンシャルV(r) を用いると正確に与えられる。
{\displaystyle V(r)={\frac {2\pi \hbar ^{2}b}{m}}\delta (r)}
ここでb は散乱振幅（散乱長）、m は中性子の質量である。このb の中身は、中性子が原子核に衝突するときに一旦は原子核に捉えられて複合核を作って外に出て行くような反応過程をとる。よって相互作用をポテンシャル散乱と共鳴散乱の和として表される。原子核散乱を利用して結晶構造を調べることができる。

### ポテンシャル散乱
ポテンシャル散乱は一般的に原子核の大きさに比例する。

### 共鳴散乱
共鳴散乱の主な原因は、原子核のスピン状態である。共鳴散乱はエネルギーや原子核の状態に依存する。

## 磁気散乱
中性子の磁気モーメントは、物質中の局所磁場と相互作用して磁気散乱を引き起こす。逆にいえば、磁気散乱を調べることで、物質の磁気的な性質のミクロ構造を知ることができる。